# Elisabetha triumfans
Elisabetha triumfans (w wersji portugalskiej Elyzabetha triunfante) – łaciński epos barokowego portugalskiego poety, benedyktyńskiego zakonnika i królewskiego kaznodziei Jeronima Vahii (Baíi) (zm. 1688).